# Durbania limbata
Durbania limbata är en fjärilsart som beskrevs av Henry Trimen 1887. Durbania limbata ingår i släktet Durbania och familjen juvelvingar. Inga underarter finns listade i Catalogue of Life.